# Ningen domo atsumare!
Ningen domo atsumare! (人間ども集まれ!) is een seinen manga van Osamu Tezuka. Hij werd oorspronkelijk uitgegeven in het tijdschrift Weekly Manga Sunday van Jitsugyo no Nihon Sha van 25 januari 1965 tot en met 24 juli 1968.
De manga werd in 2011 vertaald naar het Frans door FLBLB.

## Verhaal
Tenka Taihei's sperma met dubbele staart produceert een derde gender: de geslachtslozen. Deze mensen die noch man noch vrouw zijn, worden massaal geproduceerd in laboratoria en zijn van nature volgzaam en gehoorzaam. De mensheid gebruikt hen als lustobjecten en kanonnenvoer, tot het derde gender een revolutie start.